# Isisaurus
Isisaurus (лат.) — род динозавров-завропод из клады Lithostrotia, живший в конце верхнемеловой эпохи (маастрихтский век). Ископаемые остатки обнаружены в формации Ламета в Индии. Один из последних зауропод. Отличается высокими передними конечностями с коротким предплечьем, очень массивными шейными позвонками (возможно, самая толстая шея среди всех зауропод). Череп Isisaurus плохо известен, но мог напоминать черепа других титанозавров (нечто среднее между черепом диплодока и брахиозавра). Вероятно, имелись кожные окостенения, характерные для всей группы. На передней конечности фаланги пальцев практически отсутствовали. Длина доходила до 20 метров. По-видимому, Isisaurus питался листвой деревьев (известен окаменевший помёт).
По данным сайта Fossilworks, на октябрь 2016 года в род включают 1 вымерший вид:
- Isisaurus colberti (Jain & Bandyopadhyay, 1997) [syn. Titanosaurus colberti Jain & Bandyopadhyay, 1997]